# Melocalamus
Melocalamus es un género  de plantas herbáceas de la familia de las poáceas. Es originario de la India.

## Taxonomía
El género fue descrito por George Bentham y publicado en Genera Plantarum 3: 1212. 1883. La especie tipo es: Melocalamus compactiflorus

## Especies
- Melocalamus arrectus
- Melocalamus compactifloris
- Melocalamus compactiflorus
- Melocalamus elevatissimus
- Melocalamus fimbriatus
- Melocalamus gracilis
- Melocalamus indicus
- Melocalamus maclellandii